# Bóng đá tại Thế vận hội Mùa hè 2016
Môn bóng đá tại Thế vận hội Mùa hè 2016 được tổ chức từ ngày 3 đến ngày 20 tháng 8. Ngoài thành phố đăng cai là Rio de Janeiro, các trận đấu cũng sẽ được tổ chức ở Belo Horizonte, Brasília, Salvador, São Paulo, và Manaus. Các hiệp hội liên kết với FIFA có thể gửi các đội tham gia giải đấu. Đội tuyển nam  cầu thủ dưới 23 tuổi (sinh vào hoặc sau ngày 1 tháng 1 năm 1993) và 3 cầu thủ trên 23 tuổi, trong khi không có giới hạn độ tuổi với các đội tuyển nữ.

## Lịch thi đấu
Lịch thi đấu của giải đấu nam và nữ đã được công bố vào ngày 10 tháng 11 năm 2015.
| GS | Vòng bảng | QF | Tứ kết | SF | Bán kết | B | Tranh hạng ba | F | Chung kết |

| NgàyNội dung | T4 (3/8) | T5 (4/8) | T6 (5/8) | T7 (6/8) | CN (7/8) | T2 (8/8) | T3 (9/8) | T4 (10/8) | T5 (11/8) | T6 (12/8) | T7 (13/8) | CN (14/8) | T2 (15/8) | T3 (16/8) | T4 (17/8) | T5 (18/8) | T6 (19/8) | T6 (19/8) | T7 (20/8) | T7 (20/8) |
| ------------ | -------- | -------- | -------- | -------- | -------- | -------- | -------- | --------- | --------- | --------- | --------- | --------- | --------- | --------- | --------- | --------- | --------- | --------- | --------- | --------- |
| Nam          |          | GS       |          |          | GS       |          |          | GS        |           |           | QF        |           |           |           | SF        |           |           |           | B         | F         |
| Nữ           | GS       |          |          | GS       |          |          | GS       |           |           | QF        |           |           |           | SF        |           |           | B         | F         |           |           |

## Địa điểm
Rio de Janeiro, sẽ tổ chức các trận đấu vòng loại tại Estádio Olímpico João Havelange và các trận chung kết nam và nữ tại sân vận động Maracanã vào ngày 19 và 20 tháng 8. Ngoài Rio de Janeiro còn có 5 thành phố khác là: São Paulo, Belo Horizonte, Brasília, Salvador, và Manaus, tất cả đều từng là nơi tổ chức Giải vô địch bóng đá thế giới 2014. Lựa chọn cuối cùng về địa điểm thi đấu được FIFA công bố vào ngày 16 tháng 3 năm 2015.
| Rio de Janeiro, Rio de Janeiro               | Rio de Janeiro, Rio de Janeiro                              | Brasília, Distrito Federal                                  | São Paulo, São Paulo                                        |
| -------------------------------------------- | ----------------------------------------------------------- | ----------------------------------------------------------- | ----------------------------------------------------------- |
| Maracanã                                     | Sân vận động Olympic                                        | Sân vận động Mané Garrincha                                 | Arena Corinthians                                           |
| Sức chứa: 74.738 Nâng cấp cho World Cup 2014 | Sức chứa: 60.000 Nâng cấp cho Olympic 2016                  | Sức chứa: 69.349 Nâng cấp cho World Cup 2014                | Sức chứa: 48.234 Sân mới cho World Cup 2014                 |
|                                              |                                                             |                                                             |                                                             |
| Belo Horizonte, Minas Gerais                 | Belo HorizonteBrasíliaSão PauloRio de JaneiroSalvadorManaus | Belo HorizonteBrasíliaSão PauloRio de JaneiroSalvadorManaus | Belo HorizonteBrasíliaSão PauloRio de JaneiroSalvadorManaus |
| Mineirão                                     | Belo HorizonteBrasíliaSão PauloRio de JaneiroSalvadorManaus | Belo HorizonteBrasíliaSão PauloRio de JaneiroSalvadorManaus | Belo HorizonteBrasíliaSão PauloRio de JaneiroSalvadorManaus |
| Sức chứa: 58.170 Nâng cấp cho World Cup 2014 | Belo HorizonteBrasíliaSão PauloRio de JaneiroSalvadorManaus | Belo HorizonteBrasíliaSão PauloRio de JaneiroSalvadorManaus | Belo HorizonteBrasíliaSão PauloRio de JaneiroSalvadorManaus |
|                                              | Belo HorizonteBrasíliaSão PauloRio de JaneiroSalvadorManaus | Belo HorizonteBrasíliaSão PauloRio de JaneiroSalvadorManaus | Belo HorizonteBrasíliaSão PauloRio de JaneiroSalvadorManaus |
| Salvador, Bahia                              | Belo HorizonteBrasíliaSão PauloRio de JaneiroSalvadorManaus | Belo HorizonteBrasíliaSão PauloRio de JaneiroSalvadorManaus | Belo HorizonteBrasíliaSão PauloRio de JaneiroSalvadorManaus |
| Arena Fonte Nova                             | Belo HorizonteBrasíliaSão PauloRio de JaneiroSalvadorManaus | Belo HorizonteBrasíliaSão PauloRio de JaneiroSalvadorManaus | Belo HorizonteBrasíliaSão PauloRio de JaneiroSalvadorManaus |
| Sức chứa: 51.900 Sân mới cho World Cup 2014  | Belo HorizonteBrasíliaSão PauloRio de JaneiroSalvadorManaus | Belo HorizonteBrasíliaSão PauloRio de JaneiroSalvadorManaus | Belo HorizonteBrasíliaSão PauloRio de JaneiroSalvadorManaus |
|                                              | Belo HorizonteBrasíliaSão PauloRio de JaneiroSalvadorManaus | Belo HorizonteBrasíliaSão PauloRio de JaneiroSalvadorManaus | Belo HorizonteBrasíliaSão PauloRio de JaneiroSalvadorManaus |
| Manaus, Amazonas                             | Belo HorizonteBrasíliaSão PauloRio de JaneiroSalvadorManaus | Belo HorizonteBrasíliaSão PauloRio de JaneiroSalvadorManaus | Belo HorizonteBrasíliaSão PauloRio de JaneiroSalvadorManaus |
| Arena da Amazônia                            | Belo HorizonteBrasíliaSão PauloRio de JaneiroSalvadorManaus | Belo HorizonteBrasíliaSão PauloRio de JaneiroSalvadorManaus | Belo HorizonteBrasíliaSão PauloRio de JaneiroSalvadorManaus |
| Sức chứa: 40.549 Sân mới cho World Cup 2014  | Belo HorizonteBrasíliaSão PauloRio de JaneiroSalvadorManaus | Belo HorizonteBrasíliaSão PauloRio de JaneiroSalvadorManaus | Belo HorizonteBrasíliaSão PauloRio de JaneiroSalvadorManaus |
|                                              | Belo HorizonteBrasíliaSão PauloRio de JaneiroSalvadorManaus | Belo HorizonteBrasíliaSão PauloRio de JaneiroSalvadorManaus | Belo HorizonteBrasíliaSão PauloRio de JaneiroSalvadorManaus |

### Địa điểm tập luyện
| Sân chính                   | Sân tập #1                          | Sân tập #2                          | Sân tập #3                            | Sân tập #4                        |
| --------------------------- | ----------------------------------- | ----------------------------------- | ------------------------------------- | --------------------------------- |
| Maracanã                    | Sân vận động CFZ                    | Câu lạc bộ bóng đá Vasco Barra      | Khu liên hợp thể thao Juliano Moreira | —                                 |
| Sân vận động Mané Garrincha | Sân vận động Cave                   | Câu lạc bộ quần vợt Minas Brasília  | Câu lạc bộ bơi thuyền Brasília        | Sân vận động Cruzeiro             |
| Mineirão                    | Toca da Raposa 1                    | Toca da Raposa 2                    | Cidade do Galo                        | Trung tâm huấn luyện América F.C. |
| Itaipava Arena Fonte Nova   | Sân vận động Parque Santiago        | Sân vận động Pituaçu                | Sân vận động Barradão                 | Trung tâm huấn luyện E.C. Bahia   |
| Arena Corinthians           | Trung tâm huấn luyện São Paulo F.C. | Trung tâm huấn luyện S.E. Palmeiras | Sân vận động C.A. Juventus            | Sân vận động Nacional A.C.        |

## Vòng loại

### Vòng loại nam
Ngoài chủ nhà Brasil, đội tuyển bóng đá Olympic nam của 15 quốc gia sẽ hội đủ điều kiện từ sáu liên đoàn lục địa riêng biệt. FIFA phê chuẩn sự phân bố của các điểm tại cuộc họp Ban chấp hành vào tháng 3 năm 2014.
| Phương tiện của vòng loại                             | Các ngày                           | Địa điểm                              | Chỉ tiêu | Vượt qua vòng loại |
| ----------------------------------------------------- | ---------------------------------- | ------------------------------------- | -------- | ------------------ |
| Chủ nhà                                               | 2 tháng 10 năm 2009                | Đan Mạch                              | 1        | Brasil             |
| Giải vô địch bóng đá U-23 châu Á 2016                 | 12 – 30 tháng 1 năm 2016           | Qatar                                 | 3        | Nhật Bản           |
| Giải vô địch bóng đá U-23 châu Á 2016                 | 12 – 30 tháng 1 năm 2016           | Qatar                                 | 3        | Hàn Quốc           |
| Giải vô địch bóng đá U-23 châu Á 2016                 | 12 – 30 tháng 1 năm 2016           | Qatar                                 | 3        | Iraq               |
| Giải vô địch bóng đá U-23 châu Phi 2015               | 28 tháng 11 – 12 tháng 12 năm 2015 | Sénégal                               | 3        | Algérie            |
| Giải vô địch bóng đá U-23 châu Phi 2015               | 28 tháng 11 – 12 tháng 12 năm 2015 | Sénégal                               | 3        | Nigeria            |
| Giải vô địch bóng đá U-23 châu Phi 2015               | 28 tháng 11 – 12 tháng 12 năm 2015 | Sénégal                               | 3        | Nam Phi            |
| Giải vô địch bóng đá trẻ CONCACAF 2015                | 1 – 13 tháng 10 năm 2015           | Hoa Kỳ                                | 2        | Honduras           |
| Giải vô địch bóng đá trẻ CONCACAF 2015                | 1 – 13 tháng 10 năm 2015           | Hoa Kỳ                                | 2        | México             |
| Giải vô địch bóng đá trẻ Nam Mỹ 2015                  | 14 tháng 1 – 7 tháng 2 năm 2015    | Uruguay                               | 1        | Argentina          |
| Bóng đá nam tại Đại hội Thể thao Thái Bình Dương 2015 | 3 – 17 tháng 7 năm 2015            | Papua New Guinea                      | 1        | Fiji               |
| Giải vô địch bóng đá U-21 châu Âu 2015                | 17 – 30 tháng 6 năm 2015           | Cộng hòa Séc                          | 4        | Đan Mạch           |
| Giải vô địch bóng đá U-21 châu Âu 2015                | 17 – 30 tháng 6 năm 2015           | Cộng hòa Séc                          | 4        | Đức                |
| Giải vô địch bóng đá U-21 châu Âu 2015                | 17 – 30 tháng 6 năm 2015           | Cộng hòa Séc                          | 4        | Bồ Đào Nha         |
| Giải vô địch bóng đá U-21 châu Âu 2015                | 17 – 30 tháng 6 năm 2015           | Cộng hòa Séc                          | 4        | Thụy Điển          |
| Trận play-off CONCACAF–CONMEBOL 2016                  | 21 – 29 tháng 3 năm 2016           | Nhiều quốc gia (sân nhà và sân khách) | 1        | Colombia           |
| Tổng cộng                                             |                                    |                                       | 16       |                    |

### Vòng loại nữ
Ngoài chủ nhà Brasil, 11 đội tuyển từ 6 châu lục sẽ tham gia giải đấu. FIFA phê chuẩn sự phân bố của các điểm tại cuộc họp Ban chấp hành vào tháng 3 năm 2014.
| Phương tiện của vòng loại                                                    | Các ngày                        | Địa điểm                              | Chỉ tiêu | Vượt qua vòng loại |  |
| ---------------------------------------------------------------------------- | ------------------------------- | ------------------------------------- | -------- | ------------------ |  |
| Chủ nhà                                                                      | 2 tháng 10 năm 2009             | Đan Mạch                              | 1        | Brasil             |  |
| Vòng loại bóng đá nữ Thế vận hội Mùa hè 2016 khu vực châu Á                  | 29 tháng 2 – 9 tháng 3 năm 2016 | Nhật Bản                              | 2        | Úc                 |  |
| Vòng loại bóng đá nữ Thế vận hội Mùa hè 2016 khu vực châu Á                  | 29 tháng 2 – 9 tháng 3 năm 2016 | Nhật Bản                              | 2        | Trung Quốc         |  |
| Vòng loại bóng đá nữ Thế vận hội Mùa hè 2016 khu vực châu Phi                | 2 – 18 tháng 10 năm 2015        | Nhiều quốc gia (sân nhà và sân khách) | 2        | Nam Phi            |  |
| Vòng loại bóng đá nữ Thế vận hội Mùa hè 2016 khu vực châu Phi                | 2 – 18 tháng 10 năm 2015        | Nhiều quốc gia (sân nhà và sân khách) | 2        | Zimbabwe           |  |
| Vòng loại bóng đá nữ Thế vận hội Mùa hè 2016 khu vực Bắc, Trung Mỹ và Caribe | 10 – 21 tháng 2 năm 2016        | Hoa Kỳ                                | 2        | Canada             |  |
| Vòng loại bóng đá nữ Thế vận hội Mùa hè 2016 khu vực Bắc, Trung Mỹ và Caribe | 10 – 21 tháng 2 năm 2016        | Hoa Kỳ                                | 2        | Hoa Kỳ             |  |
| Giải vô địch bóng đá nữ Nam Mỹ 2014                                          | 11 – 28 tháng 9 năm 2014        | Ecuador                               | 1        | Colombia           |  |
| Vòng loại bóng đá nữ Thế vận hội Mùa hè 2016 khu vực châu Đại Dương          | 23 – 26 tháng 1 năm 2016        | Nhiều quốc gia (sân nhà và sân khách) | 1        | New Zealand        |  |
| Giải vô địch bóng đá nữ thế giới 2015 (từ UEFA)                              | 6 tháng 6 – 5 tháng 7 năm 2015  | Canada                                | 3        | Pháp               |  |
| Giải vô địch bóng đá nữ thế giới 2015 (từ UEFA)                              | 6 tháng 6 – 5 tháng 7 năm 2015  | Canada                                | 3        | Đức                |  |
| Vòng loại bóng đá nữ Thế vận hội Mùa hè 2016 khu vực châu Âu                 | 2 – 9 tháng 3 năm 2016          | Hà Lan                                | 3        | Thụy Điển          |  |
| Tổng cộng                                                                    |                                 |                                       | 12       |                    |  |

## Nội dung nam

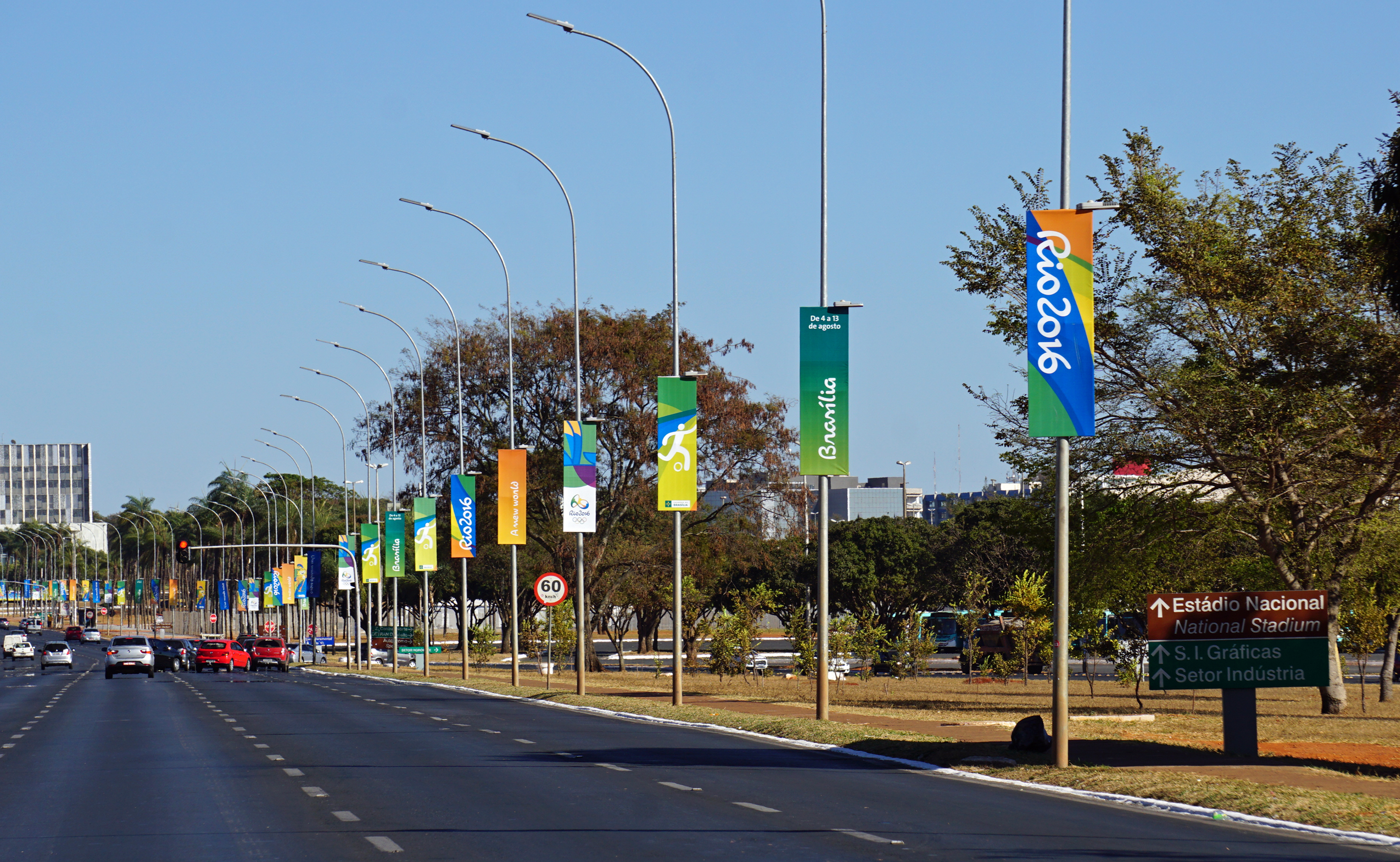
Trang trí cho Thế vận hội Mùa hè 2016 gần Estádio Nacional Mané Garrincha, Brasilia, địa điểm thi đấu của một vài trận đấu bóng đá nam và nữ.

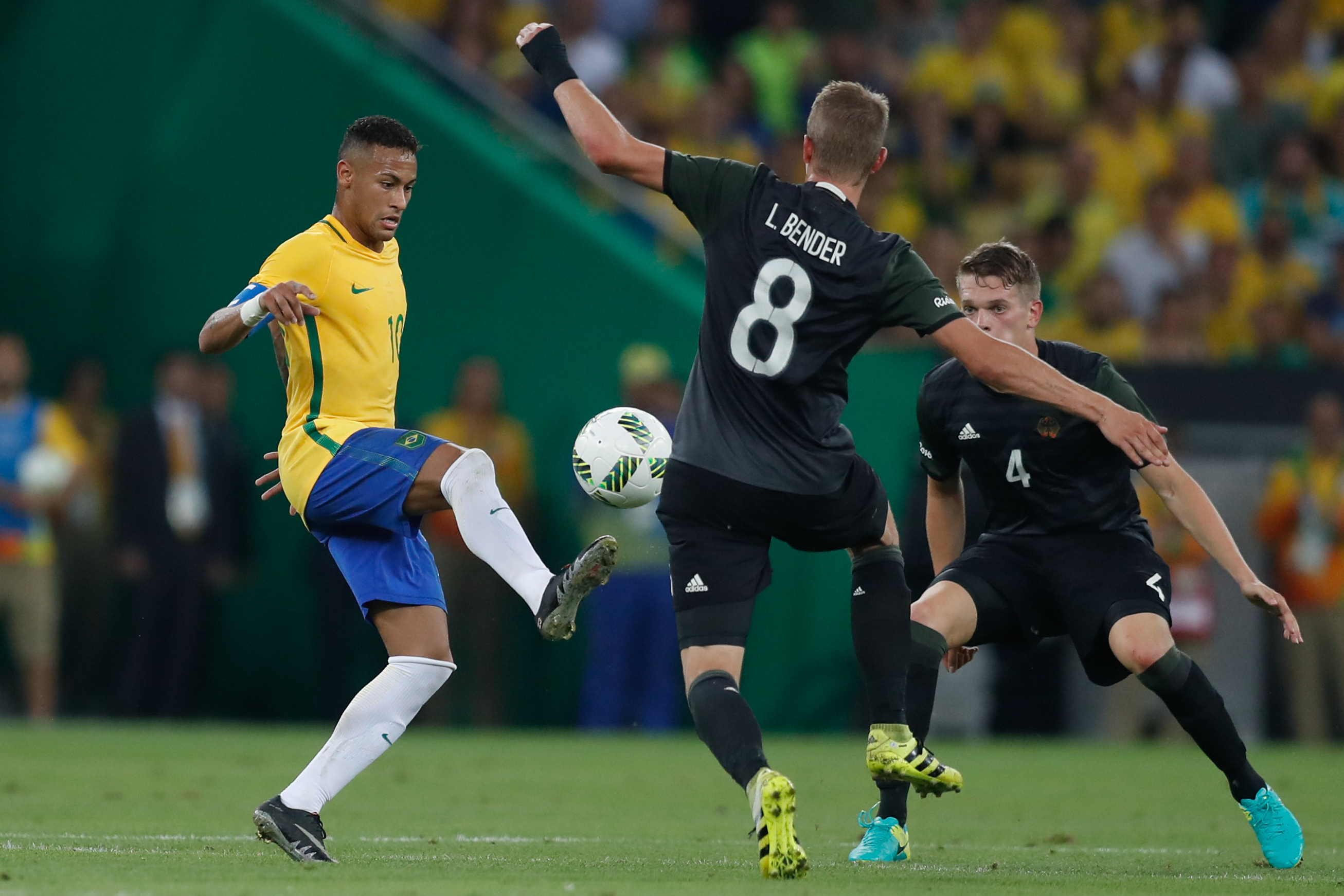
Neymar (Brasil) và Bender (Đức) giành bóng ở chung kết Bóng đá tại Thế vận hội Mùa hè 2016. Sau khi giành chiến thắng trong loạt đá luân lưu, Brasil lần đầu tiên đoạt huy chương vàng bóng đá nam

Nội dung bóng đá nam gồm hai vòng; sau vòng bảng là vòng đấu loại trực tiếp.

### Vòng bảng
Các đội được chia làm bốn bảng mỗi bảng bốn quốc gia, các đội sẽ thi đấu vòng tròn một lượt. Ba điểm dành cho một trận thắng, một cho trận hòa. Hai đội dẫn đầu mỗi bảng sẽ lọt vào vòng tứ kết.

#### Bảng A
| VT | Đội        | ST | T | H | B | BT | BB | HS | Đ | Giành quyền tham dự |
| -- | ---------- | -- | - | - | - | -- | -- | -- | - | ------------------- |
| 1  | Brasil (H) | 3  | 1 | 2 | 0 | 4  | 0  | +4 | 5 | Tứ kết              |
| 2  | Đan Mạch   | 3  | 1 | 1 | 1 | 1  | 4  | −3 | 4 | Tứ kết              |
| 3  | Iraq       | 3  | 0 | 3 | 0 | 1  | 1  | 0  | 3 |                     |
| 4  | Nam Phi    | 3  | 0 | 2 | 1 | 1  | 2  | −1 | 2 |                     |

#### Bảng B
| VT | Đội       | ST | T | H | B | BT | BB | HS | Đ | Giành quyền tham dự |
| -- | --------- | -- | - | - | - | -- | -- | -- | - | ------------------- |
| 1  | Nigeria   | 3  | 2 | 0 | 1 | 6  | 6  | 0  | 6 | Tứ kết              |
| 2  | Colombia  | 3  | 1 | 2 | 0 | 6  | 4  | +2 | 5 | Tứ kết              |
| 3  | Nhật Bản  | 3  | 1 | 1 | 1 | 7  | 7  | 0  | 4 |                     |
| 4  | Thụy Điển | 3  | 0 | 1 | 2 | 2  | 4  | −2 | 1 |                     |

#### Bảng C
| VT | Đội      | ST | T | H | B | BT | BB | HS  | Đ | Giành quyền tham dự |
| -- | -------- | -- | - | - | - | -- | -- | --- | - | ------------------- |
| 1  | Hàn Quốc | 3  | 2 | 1 | 0 | 12 | 3  | +9  | 7 | Tứ kết              |
| 2  | Đức      | 3  | 1 | 2 | 0 | 15 | 5  | +10 | 5 | Tứ kết              |
| 3  | México   | 3  | 1 | 1 | 1 | 7  | 4  | +3  | 4 |                     |
| 4  | Fiji     | 3  | 0 | 0 | 3 | 1  | 23 | −22 | 0 |                     |

#### Bảng D
| VT | Đội        | ST | T | H | B | BT | BB | HS | Đ | Giành quyền tham dự |
| -- | ---------- | -- | - | - | - | -- | -- | -- | - | ------------------- |
| 1  | Bồ Đào Nha | 3  | 2 | 1 | 0 | 5  | 2  | +3 | 7 | Tứ kết              |
| 2  | Honduras   | 3  | 1 | 1 | 1 | 5  | 5  | 0  | 4 | Tứ kết              |
| 3  | Argentina  | 3  | 1 | 1 | 1 | 3  | 4  | −1 | 4 |                     |
| 4  | Algérie    | 3  | 0 | 1 | 2 | 4  | 6  | −2 | 1 |                     |

### Vòng đấu loại trực tiếp
|  | Tứ kết                      | Tứ kết                 |                             |       | Bán kết               | Bán kết               |  |  | Tranh huy chương vàng | Tranh huy chương vàng |
|  |                             |                        |                             |       |                       |                       |  |  |                       |                       |
|  | 13 tháng 8 — São Paulo      |                        |                             |       |                       |                       |  |  |                       |                       |
|  |                             |                        |                             |       |                       |                       |  |  |                       |                       |
|  | Brasil                      | 2                      |                             |       |                       |                       |  |  |                       |                       |
|  | Brasil                      | 2                      | 17 tháng 8 — Rio de Janeiro |       |                       |                       |  |  |                       |                       |
|  | Colombia                    | 0                      |                             |       |                       |                       |  |  |                       |                       |
|  | Colombia                    | 0                      | Brasil                      | 6     |                       |                       |  |  |                       |                       |
|  | 13 tháng 8 — Belo Horizonte |                        | Brasil                      | 6     |                       |                       |  |  |                       |                       |
|  |                             | Honduras               | 0                           |       |                       |                       |  |  |                       |                       |
|  | Hàn Quốc                    | Honduras               | 0                           | 0     |                       |                       |  |  |                       |                       |
|  | Hàn Quốc                    |                        | 20 tháng 8 — Rio de Janeiro | 0     |                       |                       |  |  |                       |                       |
|  | Honduras                    | 1                      |                             |       |                       |                       |  |  |                       |                       |
|  | Honduras                    | 1                      | Brasil                      | 1 (5) |                       |                       |  |  |                       |                       |
|  | 13 tháng 8 — Salvador       |                        | Brasil                      | 1 (5) |                       |                       |  |  |                       |                       |
|  |                             | Đức                    | 1 (4)                       |       |                       |                       |  |  |                       |                       |
|  | Nigeria                     | Đức                    | 1 (4)                       | 2     |                       |                       |  |  |                       |                       |
|  | Nigeria                     | 17 tháng 8 — São Paulo |                             | 2     |                       |                       |  |  |                       |                       |
|  | Đan Mạch                    | 0                      |                             |       |                       |                       |  |  |                       |                       |
|  | Đan Mạch                    | 0                      | Nigeria                     | 0     |                       |                       |  |  |                       |                       |
|  | 13 tháng 8 — Brasília       |                        | Nigeria                     | 0     |                       |                       |  |  |                       |                       |
|  |                             | Đức                    | 2                           |       | Tranh huy chương đồng | Tranh huy chương đồng |  |  |                       |                       |
|  | Bồ Đào Nha                  | Đức                    | 2                           | 0     | Tranh huy chương đồng | Tranh huy chương đồng |  |  |                       |                       |
|  | Bồ Đào Nha                  |                        | 20 tháng 8 — Belo Horizonte | 0     |                       |                       |  |  |                       |                       |
|  | Đức                         | 4                      |                             |       |                       |                       |  |  |                       |                       |
|  | Đức                         | 4                      | Honduras                    | 2     |                       |                       |  |  |                       |                       |
|  |                             |                        |                             |       |                       |                       |  |  |                       |                       |
|  | Nigeria                     | 3                      |                             |       |                       |                       |  |  |                       |                       |
|  | Nigeria                     | 3                      |                             |       |                       |                       |  |  |                       |                       |

## Nội dung nữ

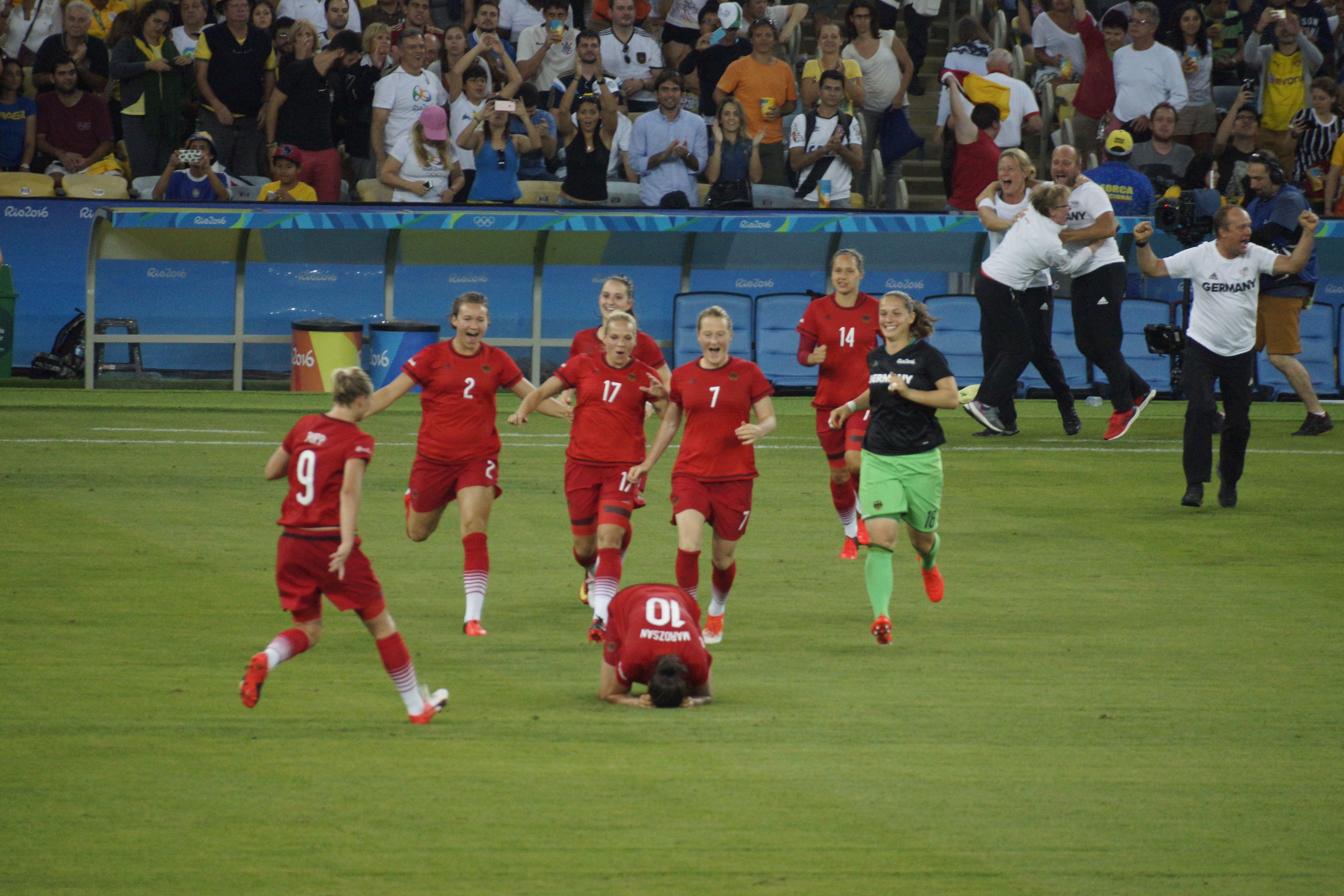
Đội tuyển bóng đá nữ của Đức vui mừng khi thắng Thụy Điển trong trận chung kết Bóng đá tại Thế vận hội Mùa hè 2016 - Nữ

### Vòng bảng
Mười hai đội được chia làm ba bảng, mỗi bảng bốn đội, thi đấu vòng tròn một lượt. Hai đội đầu mỗi bảng và hai đội đứng thứ ba có thành tích xuất sắc nhất đi tiếp vào vòng đấu loại trực tiếp.

#### Bảng E
| VT | Đội        | ST | T | H | B | BT | BB | HS | Đ | Giành quyền tham dự |
| -- | ---------- | -- | - | - | - | -- | -- | -- | - | ------------------- |
| 1  | Brasil (H) | 3  | 2 | 1 | 0 | 8  | 1  | +7 | 7 | Tứ kết              |
| 2  | Trung Quốc | 3  | 1 | 1 | 1 | 2  | 3  | −1 | 4 | Tứ kết              |
| 3  | Thụy Điển  | 3  | 1 | 1 | 1 | 2  | 5  | −3 | 4 | Tứ kết              |
| 4  | Nam Phi    | 3  | 0 | 1 | 2 | 0  | 3  | −3 | 1 |                     |

#### Bảng F
| VT | Đội      | ST | T | H | B | BT | BB | HS  | Đ | Giành quyền tham dự |
| -- | -------- | -- | - | - | - | -- | -- | --- | - | ------------------- |
| 1  | Canada   | 3  | 3 | 0 | 0 | 7  | 2  | +5  | 9 | Tứ kết              |
| 2  | Đức      | 3  | 1 | 1 | 1 | 9  | 5  | +4  | 4 | Tứ kết              |
| 3  | Úc       | 3  | 1 | 1 | 1 | 8  | 5  | +3  | 4 | Tứ kết              |
| 4  | Zimbabwe | 3  | 0 | 0 | 3 | 3  | 15 | −12 | 0 |                     |

#### Bảng G
| VT | Đội         | ST | T | H | B | BT | BB | HS | Đ | Giành quyền tham dự |
| -- | ----------- | -- | - | - | - | -- | -- | -- | - | ------------------- |
| 1  | Hoa Kỳ      | 3  | 2 | 1 | 0 | 5  | 2  | +3 | 7 | Tứ kết              |
| 2  | Pháp        | 3  | 2 | 0 | 1 | 7  | 1  | +6 | 6 | Tứ kết              |
| 3  | New Zealand | 3  | 1 | 0 | 2 | 1  | 5  | −4 | 3 |                     |
| 4  | Colombia    | 3  | 0 | 1 | 2 | 2  | 7  | −5 | 1 |                     |

### Vòng đấu loại trực tiếp
|  | Tứ kết                      | Tứ kết                      |                             |       | Bán kết                    | Bán kết                    |  |  | Trận tranh huy chương vàng | Trận tranh huy chương vàng |
|  |                             |                             |                             |       |                            |                            |  |  |                            |                            |
|  | 12 tháng 8 — Belo Horizonte |                             |                             |       |                            |                            |  |  |                            |                            |
|  |                             |                             |                             |       |                            |                            |  |  |                            |                            |
|  | Brasil (h.p.)               | 0 (7)                       |                             |       |                            |                            |  |  |                            |                            |
|  | Brasil (h.p.)               | 0 (7)                       | 16 tháng 8 — Rio de Janeiro |       |                            |                            |  |  |                            |                            |
|  | Úc                          | 0 (6)                       |                             |       |                            |                            |  |  |                            |                            |
|  | Úc                          | 0 (6)                       | Brasil                      | 0 (3) |                            |                            |  |  |                            |                            |
|  | 12 tháng 8 — Brasília       |                             | Brasil                      | 0 (3) |                            |                            |  |  |                            |                            |
|  |                             | Thụy Điển (s.h.p.)          | 0 (4)                       |       |                            |                            |  |  |                            |                            |
|  | Hoa Kỳ                      | Thụy Điển (s.h.p.)          | 0 (4)                       | 1 (3) |                            |                            |  |  |                            |                            |
|  | Hoa Kỳ                      |                             | 19 tháng 8 — Rio de Janeiro | 1 (3) |                            |                            |  |  |                            |                            |
|  | Thụy Điển (h.p.)            | 1 (4)                       |                             |       |                            |                            |  |  |                            |                            |
|  | Thụy Điển (h.p.)            | 1 (4)                       | Thụy Điển                   | 1     |                            |                            |  |  |                            |                            |
|  | 12 tháng 8 — São Paulo      |                             | Thụy Điển                   | 1     |                            |                            |  |  |                            |                            |
|  |                             | Đức                         | 2                           |       |                            |                            |  |  |                            |                            |
|  | Canada                      | Đức                         | 2                           | 1     |                            |                            |  |  |                            |                            |
|  | Canada                      | 16 tháng 8 — Belo Horizonte |                             | 1     |                            |                            |  |  |                            |                            |
|  | Pháp                        | 0                           |                             |       |                            |                            |  |  |                            |                            |
|  | Pháp                        | 0                           | Canada                      | 0     |                            |                            |  |  |                            |                            |
|  | 12 tháng 8 — Salvador       |                             | Canada                      | 0     |                            |                            |  |  |                            |                            |
|  |                             | Đức                         | 2                           |       | Trận tranh huy chương đồng | Trận tranh huy chương đồng |  |  |                            |                            |
|  | Trung Quốc                  | Đức                         | 2                           | 0     | Trận tranh huy chương đồng | Trận tranh huy chương đồng |  |  |                            |                            |
|  | Trung Quốc                  |                             | 19 tháng 8 — São Paulo      | 0     |                            |                            |  |  |                            |                            |
|  | Đức                         | 1                           |                             |       |                            |                            |  |  |                            |                            |
|  | Đức                         | 1                           | Brasil                      | 1     |                            |                            |  |  |                            |                            |
|  |                             |                             |                             |       |                            |                            |  |  |                            |                            |
|  | Canada                      | 2                           |                             |       |                            |                            |  |  |                            |                            |
|  | Canada                      | 2                           |                             |       |                            |                            |  |  |                            |                            |

## Bảng huy chương
Chú thích
  *   Chủ nhà (Brasil) 
| 1         | Đức       | 1 | 1 | 0 | 2 |
| 2         | Brasil*   | 1 | 0 | 0 | 1 |
| 3         | Thụy Điển | 0 | 1 | 0 | 1 |
| 4         | Canada    | 0 | 0 | 1 | 1 |
| 4         | Nigeria   | 0 | 0 | 1 | 1 |
| Tổng cộng | Tổng cộng | 2 | 2 | 2 | 6 |

### Danh sách huy chương
| Nội dung | Vàng | Bạc | Đồng |
| -------- | --- | --- | --- |
| Nam      | Brasil (BRA) · Weverton · Zeca · Rodrigo Caio · Marquinhos · Renato Augusto · Douglas Santos · Luan · Rafinha · Gabriel · Neymar · Gabriel Jesus · Walace · William · Luan Garcia · Rodrigo Dourado · Thiago Maia · Felipe Anderson · Uilson ·                                                                                             | Đức (GER) · Timo Horn · Jeremy Toljan · Lukas Klostermann · Matthias Ginter · Niklas Süle · Sven Bender · Max Meyer · Lars Bender · Davie Selke · Leon Goretzka · Julian Brandt · Jannik Huth · Philipp Max · Robert Bauer · Max Christiansen · Grischa Prömel · Serge Gnabry · Nils Petersen · Eric Oelschlägel                                                      | Nigeria (NGR) · Daniel Akpeyi · Muenfuh Sincere · Kingsley Madu · Shehu Abdullahi · Saturday Erimuya · William Troost-Ekong · Aminu Umar · Oghenekaro Etebo · Imoh Ezekiel · John Obi Mikel · Junior Ajayi · Popoola Saliu · Umar Sadiq · Azubuike Okechukwu · Ndifreke Udo · Stanley Amuzie · Usman Mohammed · Emmanuel Daniel            |
| Nữ       | Đức (GER) · Almuth Schult · Josephine Henning · Saskia Bartusiak · Leonie Maier · Annike Krahn · Simone Laudehr · Melanie Behringer · Lena Goeßling · Alexandra Popp · Dzsenifer Marozsán · Anja Mittag · Tabea Kemme · Sara Däbritz · Babett Peter · Mandy Islacker · Melanie Leupolz · Isabel Kerschowski · Laura Benkarth · Svenja Huth | Thụy Điển (SWE) · Jonna Andersson · Emilia Appelqvist · Kosovare Asllani · Emma Berglund · Stina Blackstenius · Hilda Carlén · Lisa Dahlkvist · Magdalena Ericsson · Nilla Fischer · Pauline Hammarlund · Sofia Jakobsson · Hedvig Lindahl · Fridolina Rolfö · Elin Rubensson · Jessica Samuelsson · Lotta Schelin · Caroline Seger · Linda Sembrant · Olivia Schough | Canada (CAN) · Stephanie Labbé · Allysha Chapman · Kadeisha Buchanan · Shelina Zadorsky · Rebecca Quinn · Deanne Rose · Rhian Wilkinson · Diana Matheson · Josée Bélanger · Ashley Lawrence · Desiree Scott · Christine Sinclair · Sophie Schmidt · Melissa Tancredi · Nichelle Prince · Janine Beckie · Jessie Fleming · Sabrina D'Angelo |